# 69
69（中文也作六十九，罗马数字为LXIX）是介于68和70之间的自然数。69既是奇数又是合数，能被1、3、23和69整除。

## 在数学中
69是半素数，因为它是两个素数（3和23）的乘积，也是67和71这兩個連續奇質數的算術平均數。69不能被1以外的任何平方数整除，因此它是无平方因子数。69亦是布卢姆数，因为69的两个因数都是高斯素数，并且位在乌拉姆数列，是数列中先前出现的两个不同的乌拉姆数的和。69是亏数，因为它的真约数和（不包括自身的）小于自身。作为一个正因数的算术平均值也是整数的整数，69亦为算术数。69是有理直角三角面积数（一个正整数，其面积等于三条有理数边的直角三角形），亦为可服从数。69可以用多种方式表示为连续正整数的和，因此它是一个礼貌数。69是一个幸运数，因为它是从1开始，在自然数序列中重复移除每n个数字后剩下的自然数。
在十进制中，69的平方（4761）和立方（328 509）使用0–9中的每个数字恰好一次（即唯一一个）。它也是阶乘小于1古戈尔的最大数。在许多手持式科学计算器和图形计算器上，69! (1.711224524×1098) 是由于内存限制而可以计算的最高阶乘。在其二进制展开式1000101中，69等于八进制中的105，而105等于十六进制中的69（同一属性可应用于从64到69的间的所有数字）。在计算机科学计算中，69等于三进制（基数为3）中的2120；六进制（基数为6）中的153；以及十二进制（基数为12）中的59。
从视觉上讲，在阿拉伯数字中，69为一旋转对称数，因为无论正看还是反看，它看起来都相同。69为一中心四面体数，该数形似金字塔，底部为三角形，其他所有点都在底部上方层层排列，形成四面体形。69也是一个有害数，因为当它转写成二进制时，1的个数为质数；它也是一个可恶数，因为它是一个正整数，在二进制展开式中，1的个数为奇数。

## 在文化中
69式性交体位是指双方同时对方口交的性交体位。69用以指代这种性交体位，其本身因为其的有趣性成为网络迷因。当每次看到这个数字时，一些人会使用“好”来引起注意。这意味着用69幽默地暗示这种性交体位是故意的。由于与这种性交体位以及由此产生的迷因的联系，69被称为“性爱数字”。

## 脚注
1. ↑  根据乌拉姆序列的定义，3是乌拉姆数（1 + 2），4是乌拉姆数（1 + 3）。5 不是乌拉姆数，因为 5 = 1 + 4 = 2 + 3。69是乌拉姆数，因为它是16 + 53的和；16和53都是乌拉姆数[4] [5]。
2. ↑  其中n是列表中最后一个幸存数字之后的下一个数字；数字列表中（1到无穷大）的每个第二个数字（所有偶数）首先被消除（1、3、5、7、9、11……），每第三个数字（1、3、7、9……），然后每第七个数字被消除，依此类推[12]。